# Banque de graines

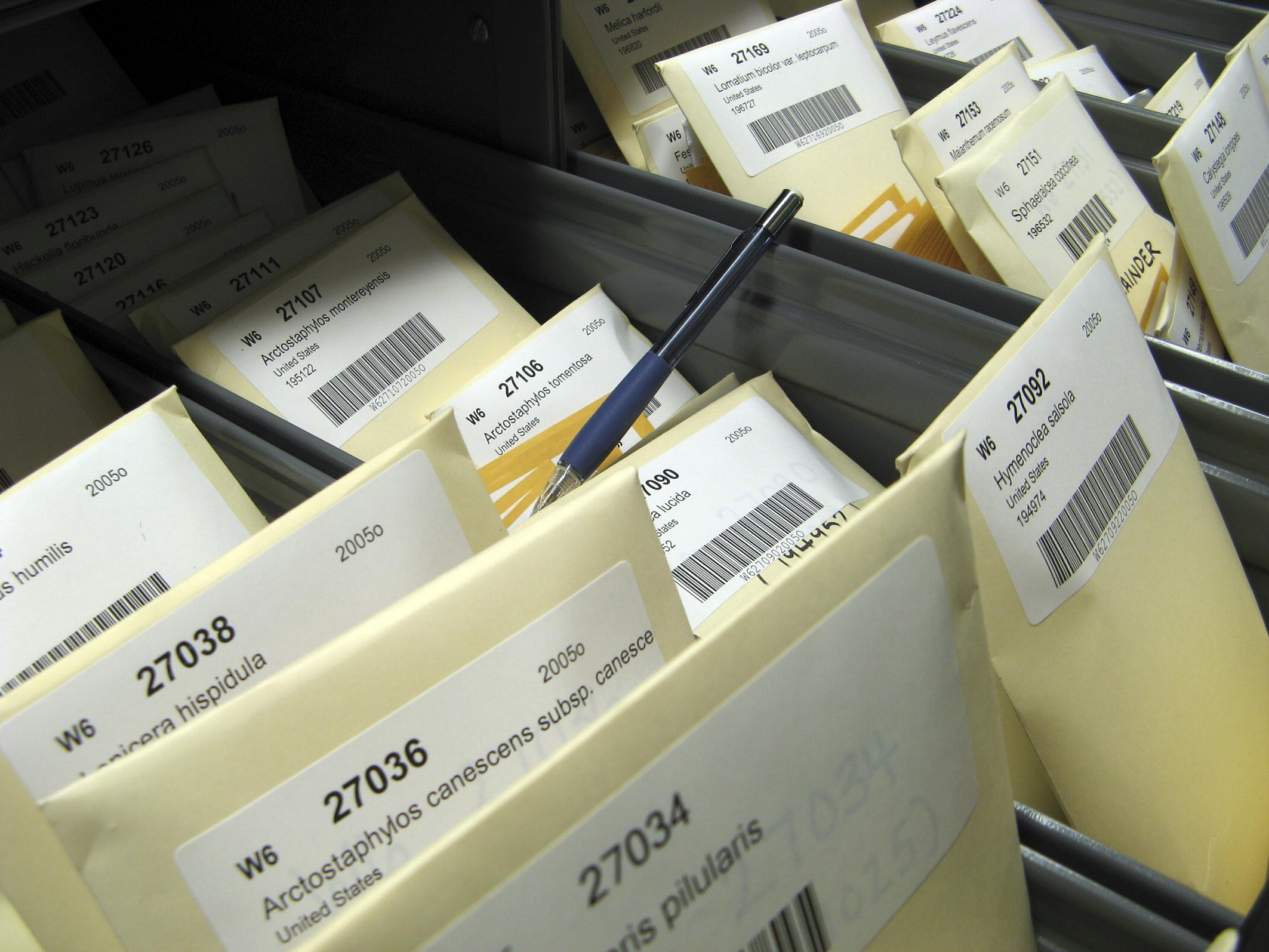
Tiroirs de la « Banque de graine » (Seedbank) de la Western Regional Plant Introduction Station de Pullman (Washington).

Les banques de graines sont des lieux protégés où on maintient ex-situ et souvent en congélation des graines de plantes sauvages ou cultivées. 
Des banques de graines existent dans plusieurs pays qui regroupent des millions d’échantillons de nombreuses espèces, sous-espèces ou variétés cultivées et parfois sauvages.
Ces banques peuvent ou non travailler avec des conservatoires botaniques, ou vergers conservatoires, nationaux ou privés. 
Certaines associations et ONG font un travail complémentaire de promotion et conservation, ou gestion conservatoire de semences paysannes (ou semences fermières).
La « banque de graines du sol » désigne les réserves naturelles de graines capables de germer à différentes profondeur du sol.
On parle parfois de banques de semences bien que « semences » désigne les graines utilisées pour les plantes cultivées. Le mot « semence » peut également désigner  des spermatozoïdes animaux, mais on parle alors plutôt de banque de sperme, comme il peut exister des banques d'ovules.
Le terme « banque de graines » est parfois employé pour désigner une grainothèque qui n'est pas un lieu de stockage mais simplement de dépôt, de partage et de libre échange de graines. Une grainothèque est le plus souvent installée dans un espace d'une bibliothèque ou médiathèque municipale.

## Types de banques
Il existe 
- des banques privées,

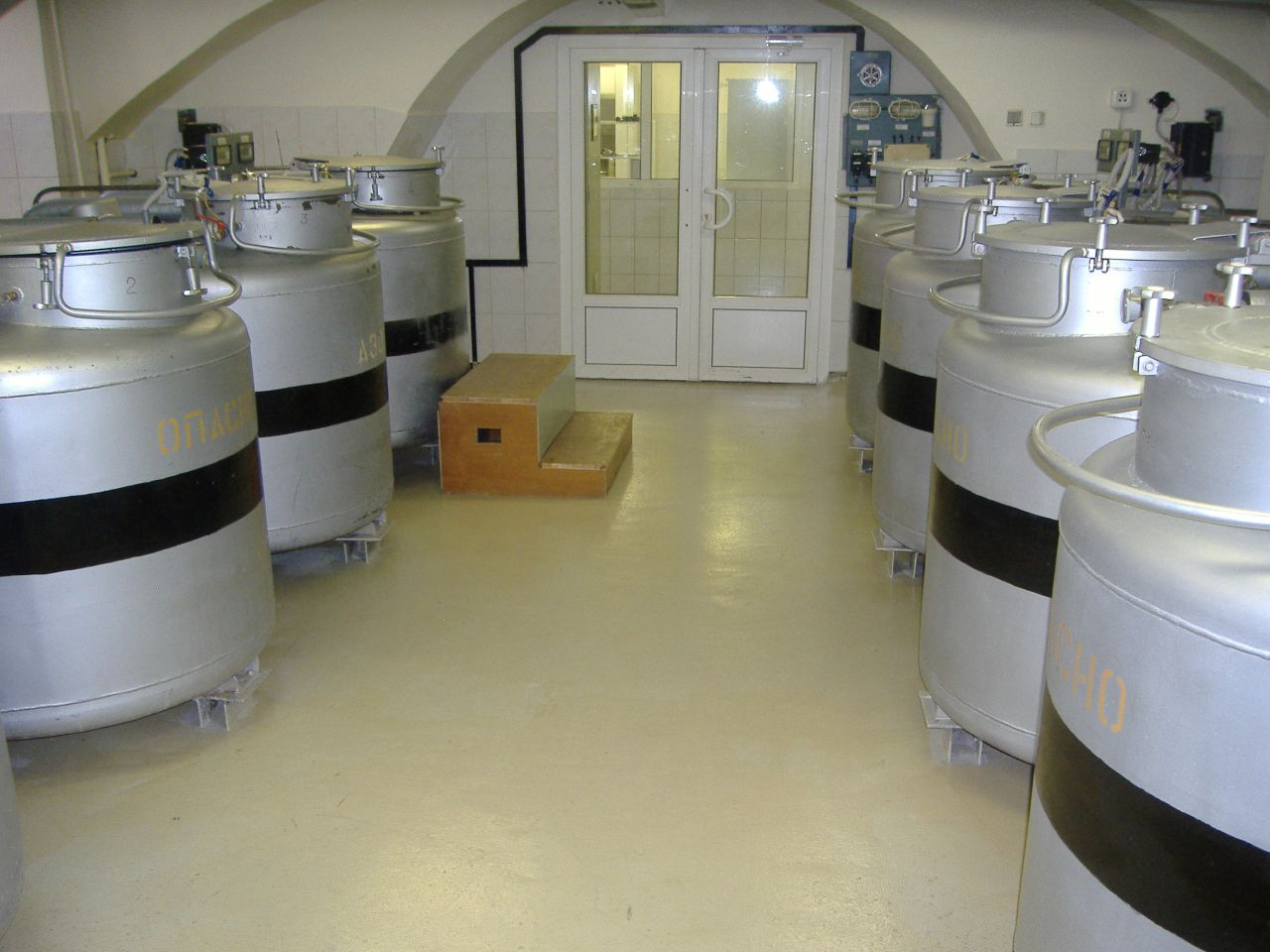
Réservoirs cryogéniques de l'institut Vavilov en Russie en 2009.

- des banques publiques (exemple : CGIAR dont les « Banques de Germplasm » subventionnées par la Banque mondiale, la FAO…), associant le CIMMYT au Mexique pour le maïs et le blé, l’IRRI aux Philippines pour le riz, l’ICARDA en Syrie…
- des banques dédiées d'organismes particuliers (ONF en France) ou universitaires (ex : celle d'Akira Miyawaki au Japon) qui ne conservent que des semences d'arbres pour la sylviculture ou l'agroforesterie ou la restauration de forêts diversifiées.

## La banque de semences du millénaire (MSBP)

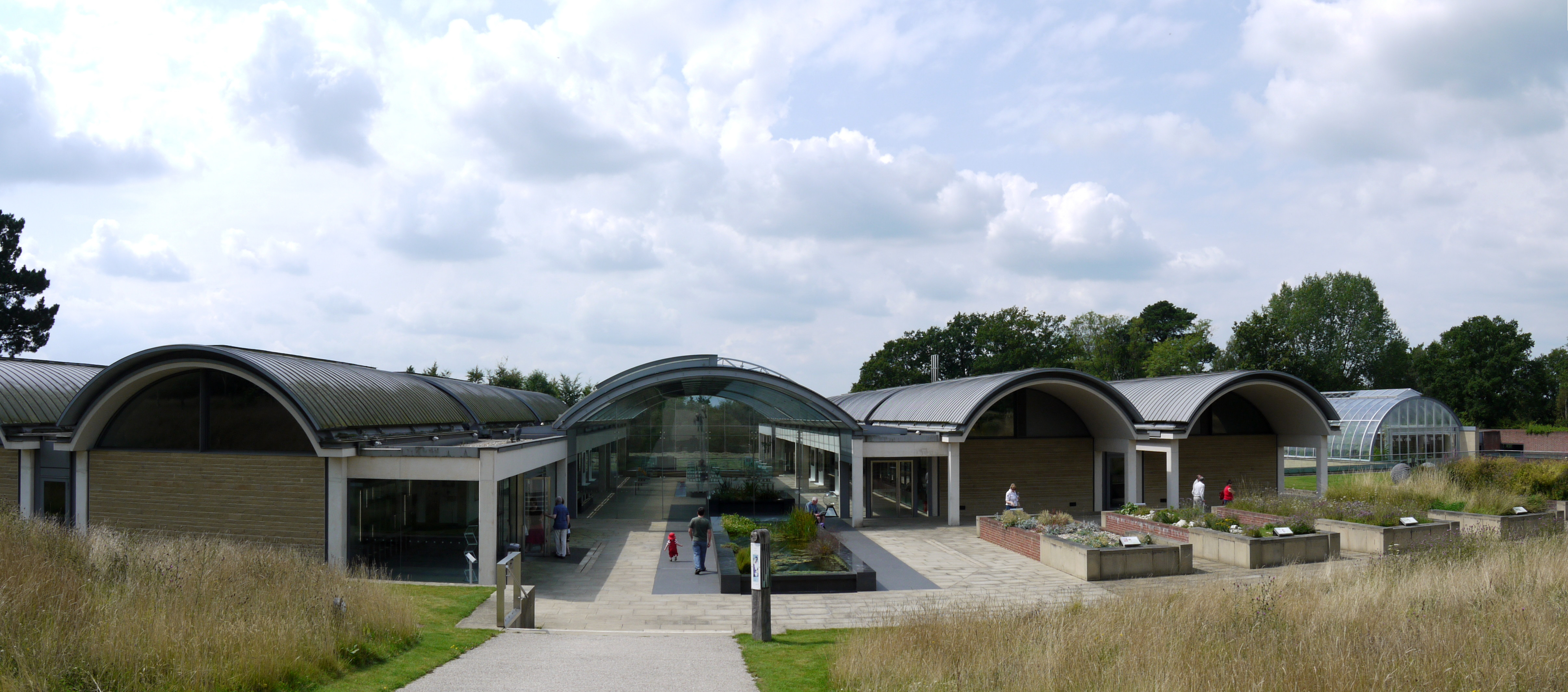
La Millennium Seed Bank en 2009.

C'est un partenariat international visant à rassembler et stocker, dans le cadre de la Convention sur la diversité biologique, des semences de 24 000 espèces avant 2010 (espèces végétales domestiquées, en danger, endémiques et utiles). Initié en 1995 par un financement venant de la Commission du millénaire de la loterie du Royaume-Uni aux jardins botaniques royaux de Kew qui avaient mis en place une banque de semences à Kew durant les années 1960, déplacé en 1974 dans l'immeuble Wellcome Trust Millennium Building (WTMB) Wakehurst Place (5 000 m2 incluant une banque de semences, des laboratoires et lieux de travail et d'information du public et des experts. Des échantillons sont stockés au Royaume-Uni en double, mais des banques font le même travail localement, dans les pays d'origine, et la formation et la recherche sont partagées,.

## Intérêt et limite
Ces ressources génétiques servent à l'étude et/ou à l'amélioration d'espèces cultivées. 
Cette notion d’amélioration étant cependant relative, car ne portant généralement que sur quelques caractères intéressant l'agriculture ou l'industrie agroalimentaire ou pharmaceutique.
Hormis dans le cas d'espèces presque éteintes ou éteintes dans la Nature, la contribution de ces banques à la protection de la biodiversité reste relative également, car conserver des graines par millions, ne remplace pas des populations de milliards d'organismes se reproduisant annuellement.
De plus à partir de ces banques ou de parcelles de références (conservation in situ) des organismes commerciaux ou de recherche peuvent établir et vendre des souches clonées (résistantes à une maladie ou à un prédateur par exemple, ou dotées d'une caractéristique physique particulière) qui lorsqu'elles seront plantées dans le milieu naturel, à la place d'autres espèces ou essences contribueront à l'homogénéisation génétique de l'espèce, en diminuant la résilience écologique des agrosystèmes ou écosystèmes.
Par ailleurs, ces banques ne sont pas toujours protégées contre les catastrophes naturelles et plusieurs d'entre elles ont déjà été détruites.